# 珠子参
珠子参（学名：Codonopsis convolvulacea var. forrestii）为桔梗科党参属下鸡蛋参的一个变种。